# Шунько, Павел Александрович
Павел Александрович Шунько (укр. Павло Олександрович Шунько; род. 1961, Львов) — украинский военный журналист. Главный редактор газеты «Флот Украины» и журнала «Морская держава». Капитан 1-го ранга.

## Биография
Родился в 1961 году во Львове. Окончил Житомирское высшее училище радиоэлектроники противовоздушной обороны (1982). Позднее окончил факультет журналистики Львовского государственного университета имени Ивана Франко (1993) и факультет иностранной филологии (английский язык) Запорожского национального университета (2007).
Служил на Комсомольске-на Амуре и в Мукачево. В декабре 1992 года как журналист присоединился к новосозданной газете ВМС Украины «Флот Украины» из Севастополя. Занимал должности корреспондента отдела боевой подготовки, ответственного секретаря и заместителя главного редактора. В 1998 году назначен главным редактором газеты «Флот Украины». В 2003 году коллектив редакции газеты основал журнал «Морская держава», где позицию главного редактора также занял Шунько.
После аннексии Крыма Россией вместе с коллективом редакции переехал в Одессу. Спустя два года, в 2016 году, газета «Флот Украины» была закрыта.

## Награды и звания
- Орден Святого Равноапостольного князя Владимира Великого (УПЦ КП) III степени[4]
- Серебряный казацкий крест II ступени[5]
- Золотая подкова (2008)[6]
- Серебряное перо (2013)[7]